# Letea
Letea – wieś w Rumunii, w okręgu Tulcza, w gminie C.A. Rosetti. W 2011 roku liczyła 348 mieszkańców.